# Ediciones Toray
Ediciones Toray, S. A. fue una editorial española, ubicada en Barcelona y dedicada a la producción de tebeos y literatura popular, que se fundó en 1945 hasta 1999. Su nombre es un acrónimo de los apellidos de Antonio Torrecilla y Antonio Ayné, sus fundadores.

## Trayectoria editorial
Toray consiguió un gran éxito con su colección "Azucena" (1946), así que intentó repetirlo, en pleno proceso de superación de la autarquía económica, lanzando otros tebeos femeninos, como "Mis Cuentos" (1953), "Cuentos de la Abuelita" (1955), "Alicia" (1955), "Graciela" (1955) y "Linda Flor" (1957). En ellos se constituyó una auténtica escuela artística, dada la afinidad de sus autores (Curto, Josefina, Juanita Bañolas, Juli, María Pascual, etc.). En el campo del cuaderno de aventuras, su autor más destacado fue Boixcar (Hazañas bélicas, El mundo futuro), mientras el escritor Mariano Hispano multiplicaba también sus trabajos. Ediciones Toray publicó además la Colección Canadá y la Colección Atrio Serie Verde, ambas de aventuras con distintos colaboradores entre ellos Alfred Revetllat Fosch, creador del personaje Arizona Bill.
En 1958, y convertida ya en una de las editoriales más importantes de tebeos de los años cincuenta, junto a Bruguera, Cliper e Hispano Americana, Toray inició una "nueva línea" de cuadernos femeninos de temática sentimental-próxima con "Rosas Blancas" a la que siguieron al año siguiente "Susana", "Guendalina" y "Serenata". Esta última, además, se hacía eco de la moda de la canción pop, y todas ellas presentaban una visión idealizada de la vida burguesa para consumo de las clases populares.
También se lanzó a experimentar con nuevos formatos, al mismo tiempo que se abría al mercado internacional. La revista "Hombres en acción" (1958) y la colección de novelas gráficas "Brigada Secreta" (1962) son testimonio de ello.
A lo largo de los años sesenta, Toray publicó 5 colecciones de ciencia ficción: S. I. P. (-1962), Best Sellers del Espacio (1961-63), Espacio Extra (1962-64) y la primera (-1967) y segunda edición (1967-1972) de Ciencia-ficción.
En 1972 Toray suprimió todas sus colecciones de libros de bolsillo.

## Colecciones de tebeos
| Título                          | Año       | Guionista                 | Dibujante               | Ejemplares                | Tipo               | Tamaño  | Periodicidad | Precio facial en pesetas |
| ------------------------------- | --------- | ------------------------- | ----------------------- | ------------------------- | ------------------ | ------- | ------------ | ------------------------ |
| Azucena                         | 1946      | Varios                    | Varios                  | 1215                      | Cuaderno           | 16 x 22 | Semanal      | 1                        |
| Diablo de los Mares, El         | 1947      | J. B. Artés               | Ferrando                | 68                        | Cuaderno           | 17 x 24 |              |                          |
| Espadachín de Hierro, El        | 1947      | Antonio Ayné, Manuel Gago | Manuel Gago             | 9                         | Cuaderno           | 17 x 24 | Semanal      |                          |
| El Hijo del Diablo de los Mares | 1949      | J.B. Artés                | Boixcar                 | 22                        | Cuaderno           | 17 x 24 | Semanal      | 1,25                     |
| Zarpa de León                   | 1949      | J. B. Artés               | Ferrando                | 60                        | Cuaderno           | 17 x 24 | Semanal      | 3                        |
| Hazañas bélicas                 | 1950      | Boixcar                   | Boixcar                 | 323                       | Cuaderno           | 17 x 24 | Semanal      | 1'50                     |
| Mis Cuentos                     | 1953      | Varios                    | Varios                  | 425                       | Revista troquelada | 23 x 16 | Semanal      | 2                        |
| Alicia                          | 1955      | Varios                    | Varios                  | 348 ordinarios + 3 extras | Cuaderno           | 15 x 21 | Semanal      | 1                        |
| El mundo futuro                 | 1955      | Boixcar                   | Boixcar                 | 102 ordinarios + 2 extras | Cuaderno           | 17 x 24 | Semanal      | 1'50                     |
| Atomo Kid                       | 1957      | M. Bañolas                | Bayo, Jaume Rumeu, Brea | 16                        | Cuaderno vertical  | 23 x 17 | Semanal      | 3                        |
| Rosas Blancas                   | 1958      | Varios                    | Varios                  | 378                       | Cuaderno           | 16 x 21 | Semanal      | 1'50                     |
| Sigur el wikingo                | 1958      | M. Bañolas                | José Ortiz              | 33                        | Cuaderno           | 17 x 24 | Semanal      | 1'50                     |
| Tamar                           | 1961-1966 | Ricardo Acedo             | Antonio Borrell         | 186 ordinarios + 2 extras | Cuaderno           | 17 x 24 | Semanal      | 1`50 y 2 5 ptas-Extras   |
| Brigada Secreta                 | 1962      |                           |                         |                           | Novela gráfica     | 21 x 15 |              |                          |
| Espionaje                       | 1965      |                           |                         |                           | Novela gráfica     | 21 x 15 |              |                          |
| Agencia "X"                     | 1971      |                           | Alan Doyer              |                           |                    | 24 x 17 |              |                          |